# Pan Adria Airways
Pan Adria Airways je bila jugoslovanska čarterska letalska družba s sedežem v Zagrebu. Ukvarjala se je tudi z kmetijskim letalstvom za škropljenje polj.
Družbo Pan Adria Airways je leta 1961 ustanovila jugoslovanska vlada. Kasneje je opravljala nočne poštne lete ter domače in mednarodne potniške in tovorne čarterske lete.
Po prenehanju delovanja letalske družbe je jugoslovanska vlada leta 1978 ustanovila Trans Adrio za opravljanje letov Pan Adrie. Leta 1982 so Trans Adrio spojili z Jatom.

## Flota
Floto Pan Adria Airways je sestavljalo:
| Tip                  | Registrska oznaka                                              |
| -------------------- | -------------------------------------------------------------- |
| 1x Douglas DC-9-32   | YU-AJF                                                         |
| 3× Convair 440       | YU-ADS, YU-ADU, YU-ADT                                         |
| Fairchild F-27       | YU-ALA ( c/n 525), YU-ALE ( c/n 534), YU-ALC ( c/n 532) YU-ALD |
| Let L-200 Morava     |                                                                |
| Aero Commander 500U  | YU-BCR                                                         |
| Piper PA-42 Cheyenne |                                                                |
| Piper PA-25 Pawnee   |                                                                |